# Varga (település)
Varga község Baranya vármegyében, a Hegyháti járásban.

## Fekvése
Pécstől mintegy 30 kilométerre északra fekszik, Sásd délkeleti szomszédságában. Zsáktelepülés, közúton csak a 66-os főútból, annak 27. kilométere előtt keletre kiágazó 65 189-es számú mellékúton érhető el, Felsőegerszeg érintésével.

## Története
Varga település nevét 1542-ben említették először az oklevelek Warga alakban írva. Neve foglalkozásra utal. Egykor sok varga foglalkozású élt a településen.
A magyarok lakta falu egykor püspöki birtok volt.
A falu a 18. században híres volt ügyes kezű kisiparosairól.
A 20. század elején Baranya vármegye Hegyháti járásához, és a sásdi körjegyzőséghez tartozott.

## Közélete

### Polgármesterei
- 1990–1994: Pál Sándor János (független)[3]
- 1994–1998: Pál Sándor (független)[4]
- 1998–2002: Pál Sándor János (független)[5]
- 2002–2006: Pál Sándor János (független)[6]
- 2006–2010: Márhoffer Tibor (független)[7]
- 2010–2014: Márhoffer Tibor (Fidesz-KDNP)[8]
- 2014–2019: Lukácsné Lembach Anita (független)[9]
- 2019–2024: Lukácsné Lembach Anita (független)[10]
- 2024– : Lukácsné Lembach Anita (független)[1]

## Népesség
Az 1910-es népszámláláskor 476 lakosa volt, ebből 474 római katolikus volt.
A 2001-es népszámláláskor 144, 2008. január 1-jén pedig 118 lakosa volt a településnek.
A népesség alakulása a települési önkormányzat adatai szerint:
| Év    | Lakosok száma |
| ----- | ------------- |
| 1930. | 445 fő        |
| 1996. | 142 fő        |
| 2002. | 135 fő        |
| 2006. | 141 fő        |

A település népességének változása:
| Lakosok száma | 103  | 86   | 87   | 75   | 88   | 87   | 95   | 91   |
|               | 2013 | 2014 | 2015 | 2019 | 2021 | 2022 | 2023 | 2024 |

A 2011-es népszámlálás során a lakosok 76,5%-a magyarnak, 21,6% cigánynak, 1% horvátnak mondta magát (23,5% nem nyilatkozott; a kettős identitások miatt a végösszeg nagyobb lehet 100%-nál). A vallási megoszlás a következő volt: római katolikus 52,9%, református 1%, evangélikus 1%, felekezeten kívüli 11,8% (33,3% nem nyilatkozott).
2022-ben a lakosság 82,8%-a vallotta magát magyarnak, 1,1-1,1% cigánynak, németnek és románnak (17,2% nem nyilatkozott; a kettős identitások miatt a végösszeg nagyobb lehet 100%-nál). Vallásuk szerint 37,9% volt római katolikus, 6,9% felekezeten kívüli (52,9% nem válaszolt).

## Nevezetességei
- Kápolna - 1887-ben épült neogótikus stílusban.
- Sásdi Sándor (1898-1992) író emlékháza.

## Természeti értékei
- Tiszafa - Baranya vármegye legöregebb tiszafája.

## Önkormányzat címe
- 7370 Varga, Fő utca 32.
- Telefon: 06-72/475-630

## Külső hivatkozások
- Varga a Sásdi kistérség honlapján[halott link]